# Костоланьи, Дежё
Дежё Костола́ньи (венг.  Kosztolányi Dezső; 29 марта 1885, Суботица, Австро-Венгрия, совр. Сербия — 3 ноября 1936, Будапешт) — венгерский писатель и журналист.

## Биография

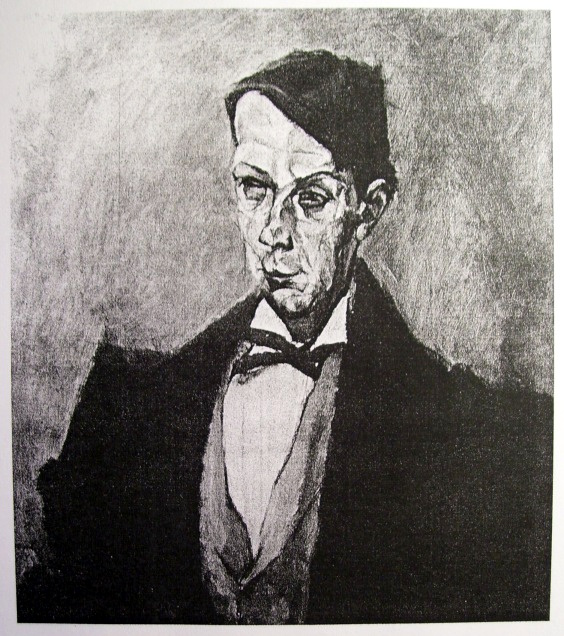
Лайош Тихань. Портрет Дежё Костоланьи, 1914

Родился 29 марта 1885 года в Суботице, провинциальном австро-венгерском городе (сейчас — территория Сербии). Этот город стал прототипом для написания его романов, в том числе и романа «Жаворонок». Дворяне Костоланьи владели тремя замками и землями на юге страны и были единственными представителями аристократии в этом регионе. Именно семейные традиции стали ключевыми в формировании личности писателя.
Отец Костоланьи был директором местной гимназии, в которой учился и сам Дежё, пока его не выгнали за плохое поведение. Но первые знания мальчик получил от своего деда, бывшего военного офицера, который учил его чтению, письму и даже английскому языку. В то же время дед не разделял творческих порывов, которые Дежё проявлял уже в детстве, и внушал внуку, чтобы тот нашёл работу, приносящую заработок.
Костоланьи учился в Будапештском университете с 1903 по 1904 год, изучал венгерский и немецкий язык, затем перевелся на факультет журналистики (в 1906 году). Космополитический город рубежа веков очень повлиял на писателя. Костоланьи сблизился с литераторами Михаем Бабичем, Ференцем Юхасом, Фридьешем Каринти, Миланом Фюштом. Через некоторое время, недовольный царившим на факультете консервативным духом, Дежё перевёлся в Вену.
Впоследствии Костоланьи занялся журналистикой, начал писать стихи и рассказы для газет. Активно сотрудничал с органом венгерских модернистов журналом Нюгат (Запад). Когда началась Первая мировая война, брат Костоланьи попал в плен и оказался в лагере в Сибири, где умер; смерть брата стала тяжёлым ударом для Дежё.
После окончания Первой мировой войны по Трианонскому мирному договору значительная часть бывших венгерских земель оказалась за пределами страны. Костоланьи оказался оторван от родителей, брата и сестры, так как Суботица теперь находилась на территории другого государства.
В 1931 году писатель стал президентом Венгерского ПЕН-клуба.
Был женат на актрисе Илоне Хармош, с которой у них родился сын.
В последние годы жизни Костоланьи считался одним из лучших писателей Венгрии.
Умер от рака гортани 3 ноября 1936 года.

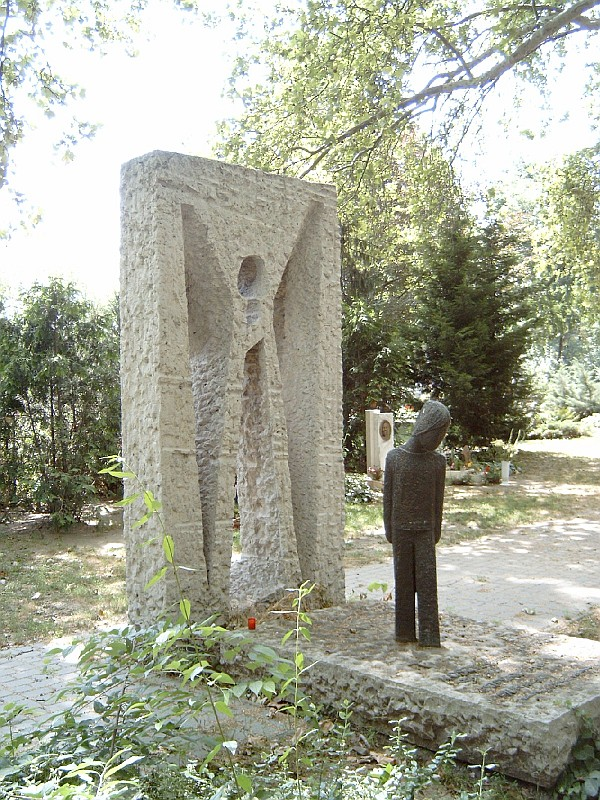
Могила Костоланьи на кладбище Керепеши в Будапеште

## Творчество

### Раннее творчество и переводы
Искусство Костоланьи сильно связано с его детскими впечатлениями и воспоминаниями, а также с древностью рода, толерантностью и прагматизмом, связанным с развитием буржуазного общества.
Писать Костоланьи начал рано. Ещё в 1901 году газета Budapesti Napló напечатала один из его стихов, а в 1906 году ему предложили постоянное сотрудничество.
Принадлежал к так называемому первому поколению журнала Нюгат, которой своей целью поставил не только реформировать венгерскую литературу, но и сделать доступной западную литературу для венгерского читателя. Таким образом, Костоланьи выступал как переводчик (Шекспир, Гёте, Г.Бюхнер, Рильке, Бодлер, Верлен, Мопассан, Кэрролл, Киплинг, О. Уайльд и др.).В 1909 году автор опубликовал сборник переводной поэзии под названием «Современные поэты». Костоланьи стал очень полезным для издательства, так как знал шесть языков: английский, немецкий, французский, испанский, итальянский и латинский. Костоланьи также очень хорошо чувствовал индивидуальный стиль таких авторов, как Шекспир, Мольер, Расин, Кальдерон, Чехов и Чапек.
Первая книга собственных стихов Костоланьи была опубликована в 1910 под названием «Жалобы бедного ребёнка». Эта книга вызвала сенсацию. В этой книге особенно чувствуется влияние Рильке. Сборник переиздавался семь раз до 1923 года и за это время очень изменился. В сборнике представлено красочное видение мира ребёнком, которое противопоставляется отчуждению и материализму взрослой жизни. Ребёнок кажется более гуманным, так как он ещё не научился прятать свою беззащитность, а значит, он больше знает о смерти. Сам поэт обращается к читателю устами ребёнка. В более поздних изданиях сборник тяготеет к экспрессионизму.
Дежё Костоланьи выступал за чистоту языка и против излишнего использования иностранных слов.
В его раннем творчестве практически ничего не говорится открыто, а скорее звучат намеки на те или иные явления и стороны жизни. Вещи могут ощущаться как реальность, но реальность может оказаться иллюзией, как например в «Чешском сурмаче» (1907).

### Зрелое творчество
В 1920-х Костоланьи перешёл от поэзии к прозе, когда он опубликовал романы «Нерон, кровавый поэт», «Жаворонок» и «Анна Эдеш».
Политические события в стране повлияли на творчество писателя. В его стихах, рассказах и статьях появилась неуверенность. В рассказе «Каин» (1916), пародии на библейскую историю, чувствуется влияние Ницше, с его критикой христианской морали.
В одном с наилучших романов Костоланьи «Золотой змей» (1925) действие происходит в городе, прототипом которого стал родной город писателя. Этот его роман — реакция на позитивизм XIX века. Суицид учителя, которого побили собственные ученики после экзамена, а дочка сбежала с дома, становится логическим завершением его жизни. В романе существует не одно понятие времени, а несколько. Разные люди имеют разное понятие о времени и часто не понимают других людей. Предполагается, что если даже настоящее время и существует, то его нельзя измерить, только надежды и память могут тянуться во времени. Причина, по которой произошла трагедия, это неспособность героя различать знание и страсть.
В сборнике рассказов «Kornél Esti» (1936) он попробовал понять отношение между языком и мыслью. Психологизм заменяется сосредоточием на текстуальном творчестве, а не значении. В первых главах мы узнаем о герое, которым представляется другом повествователя. Вместе они хотят написать роман, который будет не похож на традиционные романы и будет основываться на мысли, что язык сам говорит за нас. Главы свободно связаны между собой, а отношения между повествователями усложняются, когда герой становится повествователем в половине глав произведения. Если анархизм друга повествователя и традиционность повествователя была понятна вначале книги, то эта ясность исчезает в конце книги. Идеальность сюжета книги разрушается.

## Признание
Европейскую известность Костоланьи принес исторический роман «Нерон, кровавый поэт» (1922), к его немецкому изданию написал предисловие Томас Манн, к новейшему переизданию — Петер Эстерхази.
Роман о Нероне правильнее было бы назвать псевдоисторическим. Перед написанием романа Костоланьи консультировался с историками, перечитал Тацита и Сенеку. Уверенный, что история — это интерпретация прошлого через призму настоящего, Костоланьи попробовал дать своё собственное видение Венгерской Социалистической республики в главе «Революция». В своей книге он показал, что именно обстоятельства сделали Нерона монстром. В первой главе показано, как Нерон стал свидетелем убийства своего отца его матерью. Когда жадная и амбициозная мать посадила его на трон, он ощутил одиночество, так как политика чужда ему. Хаос в его душе представлен как анархия, которая окружает его. В некоторых главах рассказывается о творчестве при дворе Нерона и самого Нерона. Критики считают, что это своего рода ответ Костоланьи миру, который принял идеи Ницше, и, на самом деле, автор пытается выяснить, может ли человек жить без веры в Бога.
Подобный вопрос задается и в романе «Жаворонок» (1924). Это более короткий по объёму роман и с более спокойным сюжетом. Название романа — это прозвище, которое дали своей незамужней дочери её родители, а действие происходит в городке, где вырос Костоланьи. В один день, в конце XIX века Жаворонок уезжает поездом к родичам, оставляя родителей. Ей там не нравится и через неделю она возвращается. Поезд задерживается и в душе отец надеется, что произошёл несчастный случай. Но Жаворонок благополучно возвращается к родителям.
С одной стороны, это психологический роман, сфокусированный на отце Жаворонка, чья неспособность к общению загоняет его в себя. Когда дочь отсутствовала, он посещал места, где умели общаться, но при этом напускали на себя важность. Таким образом, в романе противопоставляется внешнее глубине внутреннего мира героя. У героев нет надежды, их мечты не стали реальностью. Они потеряли веру, что в существовании человечества есть какая-то цель.
Действие повести «Анна Эдеш» (1926, экранизирована Золтаном Фабри в 1958 году) — история из недавнего прошлого, которая начинается 31 июля 1919 года. Диктатура пролетариата закончилась, и герой романа, консьерж, пытается сделать все, чтобы хозяева забыл о его поведении во время Социалистической республики. Пытаясь выслужиться, консьерж находит и приводит в дом новую служанку Анну. Однако Анна, само смирение, в конце повести неожиданно убивает своих хозяев. На суде один из свидетелей говорит в её защиту: «Они обращались с ней как с механизмом». Для произведения характерно не только отражение социальных противоречий, но и тонкий психологизм, выверенность и жизненность характеров и ситуаций.

## Публикации на русском языке
- Жаворонок. Анна Эдеш: Повести. М.: Художественная литература, 1972
- Нерон, кровавый поэт. М.: Художественная литература, 1977
- Стихи /Перевод Д. Самойлова// Венгерская поэзия. XX век. М.: Художественная литература, 1982. С. 94-111.
- Избранное (проза) /Составитель: Е. Малыхина. М.: Художественная литература, 1986.
- Стихи, статьи и биография Костоланьи в альманахе «Те: Страницы одного журнала. In memoriam Nyugat, 1908—1919». М.: Водолей, 2009.

## Экранизации
- 1958 — Анна Эйдеш / Édes Anna (реж. Злотан Фабри, Вергрия) — по одноимённому роману
- 1966 — Золотой дракон / Aranysárkány (реж. Ласло Раноди, Вергрия) — по одноимённому роману
- 1995 — Удивительное путешествие Корнела Эшти / Esti Kornél csodálatos utazása (реж. Йожеф Пачковски, Венрия) — по одноимённому роману